# Nechí
Nechí ist eine Gemeinde (municipio) im Departamento Antioquia in Kolumbien.

## Geographie
Nechí liegt in der Subregion Bajo Cauca in Antioquia 358 km von Medellín entfernt auf einer Höhe von ungefähr 30 m ü. NN an der Mündung des Río Nechí in den Río Cauca und hat eine Durchschnittstemperatur von 28 °C. An die Gemeinde grenzen im Norden Ayapel in Córdoba und San Jacinto del Cauca in Bolívar, im Osten Montecristo in Bolívar, im Süden Caucasia und El Bagre und im Westen Caucasia.

## Bevölkerung
Die Gemeinde Nechí hat 28.213 Einwohner, von denen 15.433 im städtischen Teil (cabecera municipal) der Gemeinde leben (Stand: 2022).

## Geschichte
Nechí wurde 1636 unter dem Namen San Antonio de Bermejal gegründet und war für Reisende auf dem Río Cauca ein Rastplatz. Der Ort erhielt 1788 den Namen San José de Nechí, wovon schließlich Nechí bestehen blieb. Die Verwaltungszugehörigkeit änderte sich bis zum Erlangen des Gemeindestatus 1981 oft.

## Wirtschaft
Die wichtigsten Wirtschaftszweige von Nechí sind Landwirtschaft (Reis, Mais, Maniok, Bananen und Yams), Tierhaltung, Bergbau (Gold und Silber), Fischerei, Holzwirtschaft und Kunsthandwerk.

## Söhne und Töchter der Stadt
- Carlos Ospina (* 1982), Radrennfahrer
- Frank Fabra (* 1991), Fußballspieler